# Liam Kranz
Liam Kranz (* 17. Juli 2003 in Vaduz) ist ein liechtensteinischer Fussballspieler.

## Karriere

### Verein
Kranz spielte beim FC Vaduz, ehe er Anfang 2019 zum FC Schaan wechselte. Dort wurde er im Sommer 2020 in das Kader der ersten Mannschaft befördert.

### Nationalmannschaft
Kranz bestritt 2018 vier Partien für die liechtensteinische U-15-Auswahl und schoss dabei ein Tor. Zwischen 2018 und 2019 kam er sechsmal für die U-17 zum Einsatz. Im Juni 2021 debütierte der Mittelfeldspieler in der U-21-Nationalmannschaft. Am 16. November 2023 gab er bei der 0:2-Niederlage gegen Portugal im Rahmen der Qualifikation zur Europameisterschaft 2024 sein Debüt für die A-Nationalmannschaft, als er in der 63. Minute für Niklas Beck eingewechselt wurde.